# Zygometis
Zygometis is een monotypisch geslacht van spinnen uit de  familie van de Thomisidae (krabspinnen).

## Soort
- Zygometis lactea Koch, 1876